# René Bonpain
René Bonpain, dit L'Abbé Bonpain, est un résistant et homme d'Église français né le 15 octobre 1908 à Dunkerque (Nord) et mort fusillé le 30 mars 1943 à Bondues (Nord). Il reste à ce jour le résistant le plus populaire dans le souvenir des habitants de Dunkerque.

## Biographie

### Origines familiales
Son père est l'architecte et peintre dunkerquois David Marie Bonpain né le 11 avril 1875 qui fut élève de l'école des Beaux-arts de Lille et épousa le 14 juin 1904 Marie Laure Dewulf née le 25 novembre 1882. Ensemble ils auront 10 enfants, dont René, élevés selon des principes chrétiens. David-Marie sauve la vie de son capitaine lors de la guerre 1914-1918 et reçoit la Légion d'honneur et la Croix d'honneur mais, grièvement blessé par un obus, il doit abandonner temporairement sa profession. En 1916 la famille déménage quelques mois à Nice avant de revenir à Dunkerque. Après une période de rééducation il reprend son travail d'architecte et de dessinateur et se fait élire conseiller municipal sur la liste Républicaine des Intérêts Dunkerquois pour le Canton Ouest en 1919, est réélu au premier tour en 1925 mais n'est pas reconduit en 1929. Durant la Seconde Guerre mondiale la famille se réfugie à La Rochelle.

### Enfance et études
René Bonpain est le troisième de la fratrie de 10 enfants. Il voit le jour le 15 octobre 1908 à 8 heures 30, au 9 bis de la rue Faulconnier à Dunkerque, près du beffroi du nouvel hôtel de ville récemment inauguré. Sa mère lui donne le goût de s'occuper des pauvres et des blessés des hôpitaux. Il fait sa première communion au collège Masséna de Nice et devient l'un des responsables de la conférence Saint-Vincent-de-Paul du collège Notre-Dame des Dunes de Dunkerque, visitant les plus démunis dans les quartiers de la Basse-Ville et du Jeu de Mail à Dunkerque mais aussi à Coudekerque et Rosendaël. Son frère cadet, André, deviendra également prêtre. En octobre 1926 il entre au séminaire Saint-Sulpice d'Issy-les-Moulineaux mais réalise son service militaire à Lille en 1929.

### Fonctions religieuses
Il est ordonné prêtre le 29 juin 1932 et choisit la pauvreté franciscaine. Sa première chasuble est taillée dans la robe de mariée de sa sœur. Il célèbre sa première messe à Paris le 30 juin. Le 2 juillet de la même année il revient dans le Nord quand le cardinal Liénart le nomme vicaire de la paroisse Notre-Dame de l'Assomption à Rosendaël, aujourd'hui un quartier de Dunkerque. Ce jour-là, il remercie ses parents et leur dit : Je suivrai votre exemple : je veux être toujours bon comme du bon pain. Pour rendre service aux gens, il remuerait « ciel et terre ». Dès lors sa popularité dans la population de la région ne fera que grandir. Il prend en charge la Chorale qu'il dote d'une revue appelée le Lutrin, il permet de décupler le fond de la bibliothèque malgré la pénurie de papier et reprend le patronage de Saint-Joseph de l'abbé Réant dont le nombre d'enfants passe de 300 à 780 pendant la guerre. On l'appelle désormais l'Abbé. Ses paroissiens de prédilection sont les pauvres pour lesquels il se procure vivres, vêtements et mobilier.

### Entrée en Résistance et arrestation
Lorsqu'en septembre 1939 la guerre éclate, l'Abbé est mobilisé et rejoint son unité à Seboncourt dans l'Aisne mais en 1940 il sera démobilisé à Périgueux après la débâcle. Il rentre à Dunkerque et s'engage par patriotisme dans la Résistance la même année. Il organise alors toutes les deux semaines le passage de jeunes réfractaires et l'envoi d'importants renseignements sur l'ennemi en Zone libre via son frère Paul à Toulouse. Pour ce faire il utilise par un ingénieux système de double-fond dans une malle en bois, appelée Paulinette, dans les convois de charbon allant de Dunkerque à Toulouse ou La Rochelle. Il fait partie à partir de juin 1942 du réseau de renseignement résistant Alliance, ainsi que du réseau Réseau Zéro-France.

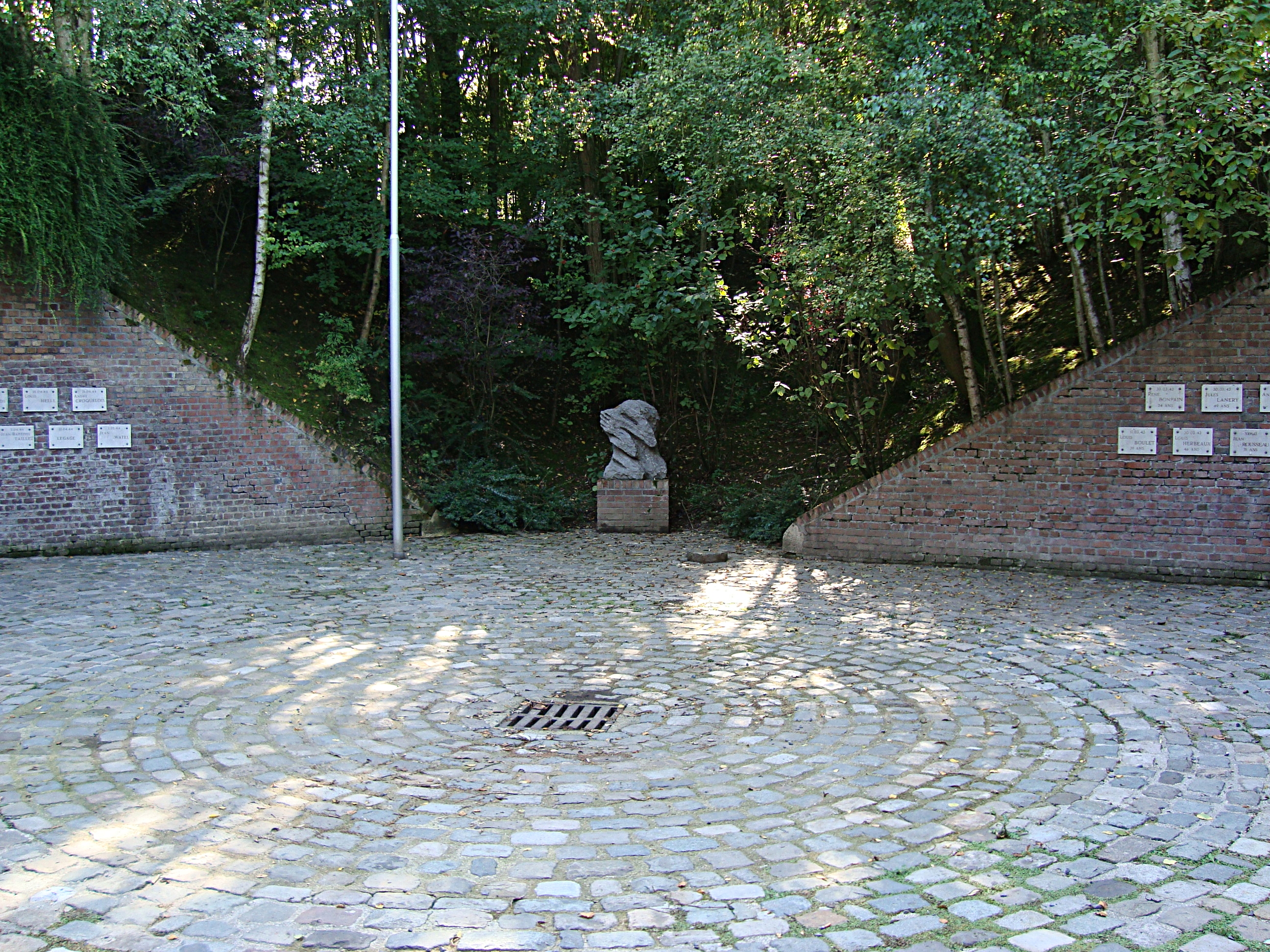
Cour sacrée du Fort Lobau de Bondues (Nord) dans laquelle se dresse, depuis juin 1965, un mémorial rappelant le martyre des 68 résistants qui y furent exécutés entre 1943 et 1944.

En novembre 1942, son recruteur, le chef du secteur de Dunkerque pour Alliance, Louis Herbeaux, et son adjoint, Jules Lanery, sont arrêtés par la Geheime Feldpolizei, la police allemande. Refusant de s'enfuir, craignant que des innocents soient pris en otages, l'Abbé Bonpain est arrêté à la maison des vicaires, rue Pasteur, le 19, et immédiatement incarcéré dans les caves du siège de la police allemande installée villa Duflos, avenue de la mer à Malo-les-Bains. L'Abbé est ensuite transféré à la prison de Loos, où il est placé au secret et enfermé dans la cellule 101, il y restera 40 jours.
Le 19 mars 1943, les membres de l'Alliance comparaissent devant le tribunal militaire allemand siégeant au 159 boulevard de la Liberté à Lille dont l’Abbé Bonpain. Le jour de la saint-Joseph neuf peines de mort sont prononcées dont cinq sont commuées aux travaux forcés. Quatre jours plus tard, l'abbé Bonpain peut recevoir sa famille venue de La Rochelle et le 29 mars le cardinal Liénart.

### Exécution
Le lendemain le 30 mars 1943 il est exécuté en même temps que ses compagnons Louis Herbeaux et Jules Lanery à 17 heures au fort de Bondues,.
L'exécution du prêtre et de ses compagnons suscite l'indignation dans la région dunkerquoise. Un service funèbre est célébré en présence d’une assistance considérable le 15 avril 1943 à l’église Saint-Martin de Dunkerque, les allemands ayant refusé qu’il le soit à Rosendaël. Maurice Schumann évoque le sacrifice du prêtre sur Radio Londres.
Les corps seront enterrés au cimetière de Bondues en attendant la libération de la poche de Dunkerque. Celui de l’Abbé sera ramené le 6 octobre 1945 et des funérailles solennelles seront présidées le 8 octobre par le cardinal Liénart en l’église Notre-Dame de l’Assomption détruite, devant une foule compacte. L'Abbé sera enfin inhumé dans le caveau familial de la famille Bonpain au cimetière de Dunkerque, cases 40-41-42.

### Dernière lettre
Voici la dernière lettre écrite par l'Abbé à ses parents, le jour de son exécution : 
« Loos, le 30 mars 1943
Bien chers papa et maman, 
Quand vous recevrez cette lettre, je serai auprès du bon Dieu ; dans cet au-delà pour lequel j’ai ici bas tâché de tout sacrifier.
Je vous demande que vos larmes soient des larmes d’espérance et de confiance en Dieu ; je n’ai rien à regretter. J’ai l’absolue certitude que c’est la Providence qui a tout permis, et, soyez-en certains, je suis profondément calme et tranquille.
(…)
Naturellement je vous demande pardon de toute la peine que je vous cause, mais soyez-en sûrs, les souffrances et les épreuves immenses que Dieu vous a envoyées seront le gage certain d’immenses bénédictions de la part du Ciel sur vos enfants et petits enfants.
Je désire qu’on demande pardon pour moi à Mr le Doyen Danès du mal que j’ai pu dire de lui quand j’étais son vicaire et à tous ceux à qui j’ai pu faire de la peine, soit parmi mes confrères, soit parmi les si braves gens de Rosendaël.
J’offre ma vie pour l’Église, pour le diocèse, pour la France et tout spécialement pour la paroisse ND de Rosendaël (…).
Je demande instamment qu’aucune pensée de vengeance contre qui que ce soit s’élève, même pas dans vos cœurs.
L’homme se démène mais c’est Dieu qui le mène.
Je vous le répète, je suis profondément tranquille et je n’ose penser à cet instant fatal qui arrivera dans si peu de temps sans, je vous l’avoue bien sincèrement, une certaine joie, car j’espère bien vite pouvoir me reposer entre les bras de N.S et de la Ste Vierge.
(…)
Sur mon registre des messes (que j’avais laissé dans ma sacoche noire, lors de mon arrestation) il y a à barrer 35 messes que j’ai dites en prison, ici.
Un grand baiser à ma filleule que je tâcherai de protéger tout particulièrement du haut du ciel..
Je vous embrasse bien, chers papa et maman, en demandant à Dieu de vous donner beaucoup de courage, beaucoup : merci encore mille fois de votre bonté, de vos exemples.
J’embrasse tous mes frères et sœurs, tous mes neveux et nièces
Et cette fois-ci je vous dit
A Dieu…
René Bonpain
Abbé Bonpain en route vers le ciel »

## Distinctions
- Chevalier de la Légion d'honneur
- Croix de guerre 1939–1945
- Médaille de la Résistance française avec rosette (25 avril 1946)[13]

L'abbé Bonpain est reconnu Mort pour la France et est nommé au grade de Lieutenant à titre posthume.

## Les monuments, bâtiments et rues commémoratifs

### Monuments et bâtiments commémoratifs
- Le Fort de Bondues accueille aujourd'hui un musée de la résistance, inauguré le 20 septembre 1997, où 65 autres résistants furent passés par les armes entre le 17 mars 1943 et le 1er mai 1944. La nouvelle de la mort de l'Abbé soulève l’indignation de la population dunkerquoise et le 13 avril 1943, un service funèbre est célébré à l’église Saint-Martin de Dunkerque, les Allemands ayant refusé qu'il soit effectué à Rosendaël, en présence d’une assistance considérable[14]. L'Abbé est inhumé au cimetière de Dunkerque[5].

- Une place de Rosendaël portant son nom a été inaugurée dès le 3 novembre 1945. Il s'agit de l'ancienne Place de la Liberté. Elle se trouve face à l'Église Notre-Dame. La place a été réaménagée et de nouveau inaugurée le 26 mai 2007 par le maire de Dunkerque, M. Michel Delebarre. Un buste à son effigie se trouve à l'est de la même place. Érigé en 1949 et inauguré le 18 avril de la même année, il est l'œuvre du sculpteur nordiste Maurice Ringot[15]qu'il réalisa, semble-t-il, à partir d’une photographie où le prêtre pose au côté d’un enfant[6]. Plus précisément l'œuvre se trouve en face du buste d'un autre dunkerquois célèbre, l'ancien maire Félix Coquelle (datant de 1928), et près du mémorial de la guerre 1914-1918 (1921). Ces deux autres monuments sont également l'œuvre de Maurice Ringot.

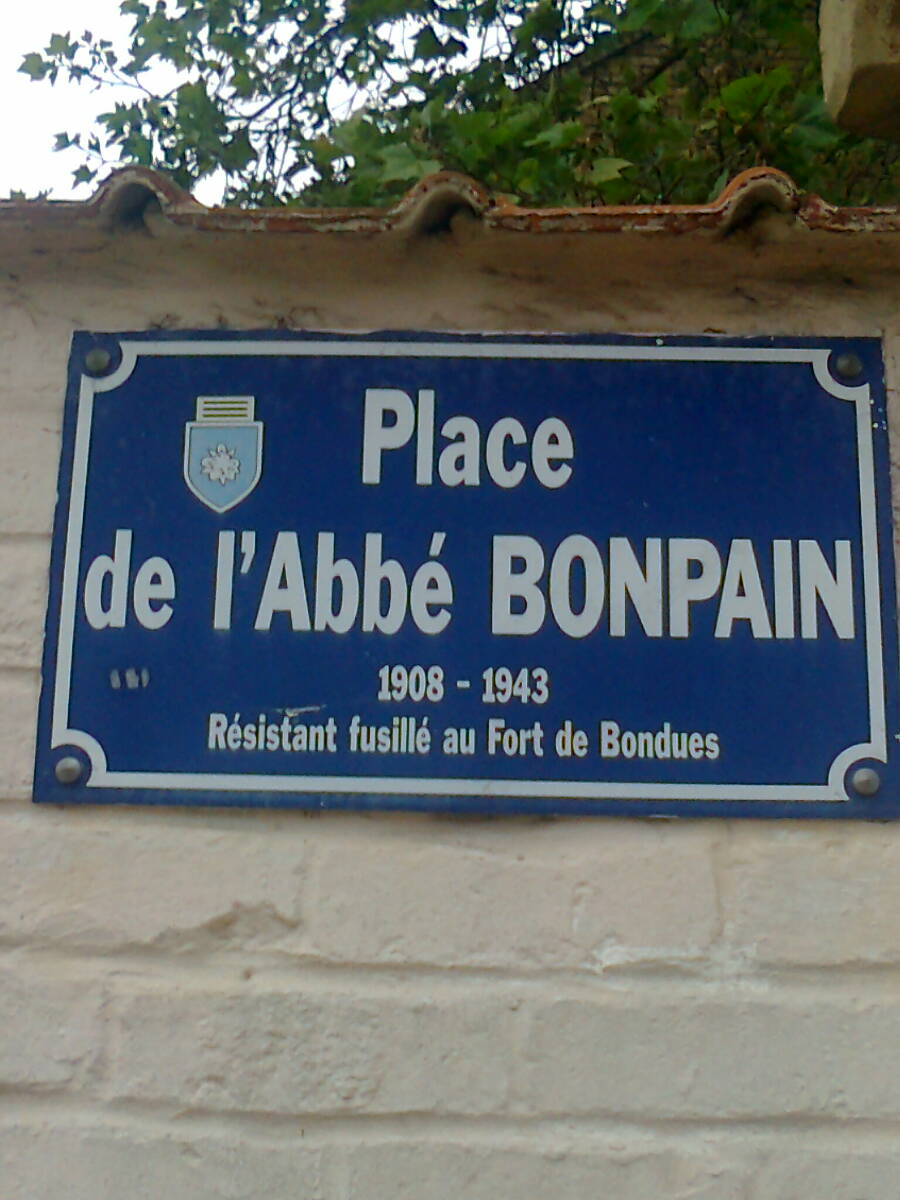
Place Abbé Bonpain à Rosendaël
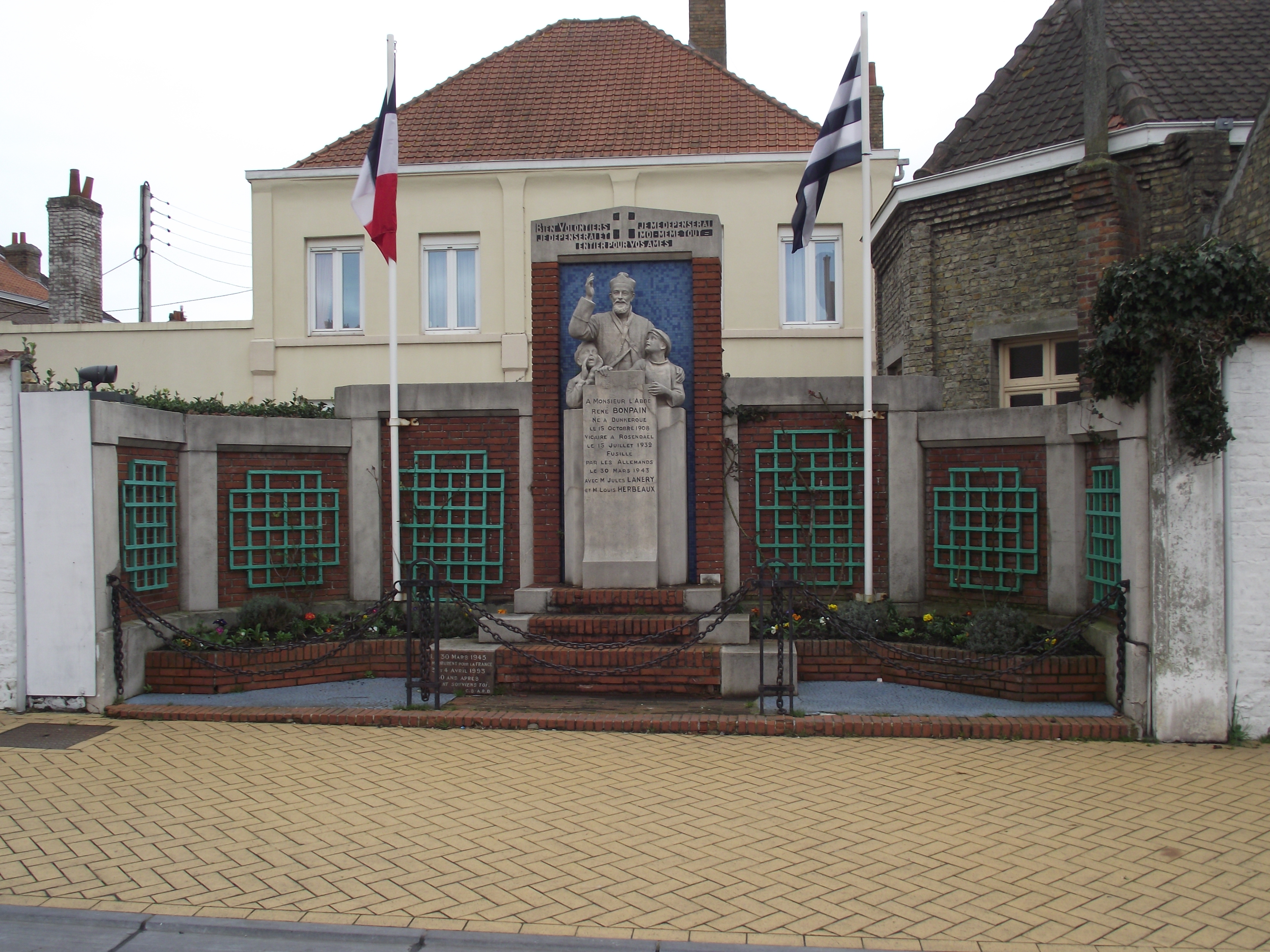
Monument en l'honneur de René Bonpain à Rosendaël du sculpteur Maurice Ringot

Des écoles portent son nom
- Une école et un collège à Grande-Synthe, 2, rue George-Sand (59760)
- Une école primaire à Leffrinckoucke, 128 rue de l'Abbé Bonpain (59495)

### Rues Abbé Bonpain
Une dizaine de rues de villes du Nord portent également son nom, ces dernières sont : 
- Annœullin (59112) ;
- Fretin (59273) ;
- Halluin (59250) ;
- Leffrinckoucke (59495) ;
- Loos-lez-Lille (59120)
- Marcq-en-Barœul (59700) ;
- Neuville-en-Ferrain (59960) ;
- Seclin (59113) ;
- Tourcoing (59200) ;
- Villeneuve-d'Ascq (59491) ;
- Wervicq-Sud (59117).
- Ainsi que :
  - La place principale de Bondues (59910) où se trouve l'hôtel de ville[11]

### Autres commémorations
- Un timbre postal, d'une valeur faciale de 0,50 F faisant partie de la quatrième série des héros de la Résistance lui a été consacré. Cette série a été émise entre le 28 mars 1960 au 10 septembre 1960 et tirée à 3,36 millions d'exemplaires.
- À l'occasion du 50e anniversaire de sa mort, en 1993, une épinglette a été créée[16].
- Un horticulteur rosendaëlien spécialiste des dahlias, Adrien Beyaert, donna à l’une de ses plus belles créations le nom d’« Abbé Bonpain ». La fleur est tournée vers le ciel et a une teinte rose se dégradant vers le jaune soufre au centre[17].

## Voir aussi

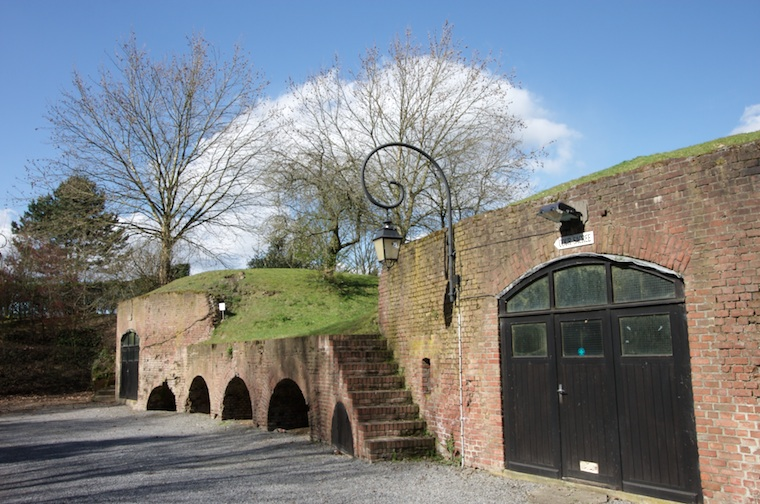
Musée de la résistance à Bondues